# توماس هاپالا
توماس هاپالا (فنلاندی: Tuomas Haapala؛ زادهٔ ۲۰ آوریل ۱۹۷۹) بازیکن فوتبال اهل فنلاند بود.
از باشگاه‌هایی که در آن بازی کرده‌است می‌توان به باشگاه فوتبال هلسینکی، باشگاه فوتبال میپا، باشگاه فوتبال منچستر سیتی، و باشگاه فوتبال تامپره یونایتد اشاره کرد.
وی همچنین در تیم ملی فوتبال فنلاند بازی کرده‌است.